# Octavio Jara Wolff
Octavio Jara Wolff (Los Ángeles, 22 de julio de 1944 - Santiago, 30 de diciembre de 2001), fue un abogado y político chileno, miembro del Partido por la Democracia (PPD). Desde 1990 hasta 1998 fue diputado por el distrito N.º 47.

## Vida
Sus estudios primarios los realizó en la Escuela N.°1 de su ciudad natal, mientras que los secundarios, en el Liceo de Hombres de la misma ciudad. Al finalizar su etapa escolar, ingresó a la Facultad de Derecho de la Universidad de Concepción, donde se tituló de abogado. 

### Matrimonio e hijos
Estuvo casado desde 1971 con Any Silvia Quilodrán Urra, con quien tuvo dos hijas.

## Trayectoria política
Dentro de sus actividades políticas, ejerció la presidencia de la Comisión de Derechos Humanos en su ciudad. Luego se incorporó a la Alianza Democrática, como secretario general de la presidencia regional. En 1978 integró el Grupo de Estudios Constitucionales. Durante el plebiscito de octubre de 1988 y en las elecciones presidenciales de 1989, fue presidente provincial del Partido por la Democracia, PPD.
En 1989 presentó su candidatura a diputado por el Distrito N.°47, comunas de "Los Ángeles, Tucapel, Antuco, Quilleco, Santa Bárbara, Quilaco, Mulchén, Negrete, Nacimiento, San Rosendo y Laja, VIII Región; resultó elegido diputado, período 1990 a 1994. Integró la Comisión Permanente de Obras Públicas, Transportes y Telecomunicaciones; y la de Vivienda y Desarrollo Urbano; reemplazó al diputado Akín Soto Morales, en la Comisión Permanente de Agricultura, Desarrollo Rural y Marítimo. Miembro de la Comisión Especial de Pueblos Indígenas y la Especial para el Desarrollo de Arica y Parinacota; Especial de Régimen de Aguas y Especial de Igualdad de Cultos en Chile.
En diciembre de 1993 fue reelecto diputado, por el mismo Distrito N.°47, período 1994 a 1998; continuó integrando en la Comisión Permanente de Obras Públicas, Transportes y Telecomunicaciones, de la que fue presidente. Participó activamente en la tramitación de la Ley de Culto y de Matrimonio Civil; y en las modificaciones al Código Orgánico de Tribunales. Participó en las discusión sobre la polémica construcción de la Central hidroeléctrica Ralco y en el conflicto desatado por la posesión de la Laguna del Desierto, que significó un arbitraje desfavorable para Chile.
En 1997 se postuló como candidato a senador, por la Circunscripción Senatorial Nº12, Región del Bío-Bío, pero no fue elegido.
Se dedicó a ejercer su profesión privadamente, realizando consultorías jurídicas. En marzo de 1998 se asoció a la Consultora Plusgener y en representación del Ministro de Economía, ejerció durante septiembre de 1998 y marzo de 2000, como consejero del Sistema de Administración de Empresas del Estado. Fue consultor y consejero de los ministerios de Obras públicas y de Economía, y abogado informante de la Comisión Nacional de Riego. En 2001 ejercía como director de las Empresas Portuaria San Vicente de Talcahuano; de los Servicios Sanitarios de Los Lagos, Essal y de los Servicios Sanitarios del Bío-Bío, Essbio. Fue miembro del Centro Cultural de Los Ángeles y socio-cooperador del Club Deportivo Galvarino.

## Muerte
Falleció en Santiago, el 30 de diciembre de 2001; sus funerales se realizaron el 31, en el Cementerio General de Los Ángeles. La Avenida Octavio Jara Wolff, ubicada en la salida suroeste de su ciudad natal camino a Negrete y Nacimiento, es un odónimo en su honor.

## Historial electoral

### Elecciones parlamentarias de 1989
- Elecciones parlamentarias de 1989, por el Distrito 47 (Antuco, Laja, Los Ángeles, Mulchén, Nacimiento, Negrete, Quilaco, Quilleco, San Rosendo, Santa Bárbara y Tucapel)[1]

### Elecciones parlamentarias de 1993
- Elecciones parlamentarias de 1993, por el Distrito 47 (Antuco, Laja, Los Ángeles, Mulchén, Nacimiento, Negrete, Quilaco, Quilleco, San Rosendo, Santa Bárbara y Tucapel)[2]

### Elecciones parlamentarias de 1997
- Elecciones parlamentarias de 1997 a Senador por la Circunscripción 13 (Biobío Interior)'[3]